# Bogusław Sujkowski
Bogusław Sujkowski (ur. 14 lipca 1900 w Warszawie, zm. 5 grudnia 1964 w Bydgoszczy) – leśnik, oficer Wojska Polskiego i autor powieści historycznych przeznaczonych głównie dla młodzieży.

## Życiorys
Ukończył Szkołę Realną W. Wróblewskiego w Warszawie, gdzie w 1918 r. złożył egzamin dojrzałości. W okresie nauki szkolnej należał do Polskiej Organizacji Wojskowej (POW) i w listopadzie 1918 r. uczestniczył w akcji rozbrajania Niemców. Po maturze rozpoczął studia na Wydziale Leśnym Szkoły Głównej Gospodarstwa Wiejskiego. Jednak już w 1919 przerwał je, by wstąpić ochotniczo do Wojska Polskiego. Uczestniczył w wojnie polsko-bolszewickiej. Po demobilizacji (w stopniu sierżanta) powrócił na studia, które ukończył w 1923 r., uzyskując dyplom inżyniera leśnika. 
Od 1923 r. był zatrudniony w Nadleśnictwie Hoża w Dyrekcji Państwowej w Wilnie. Następnie pracował jako leśnik w Glinnie nieopodal Warszawy. W latach 1924–1929 był zatrudniony w referacie nasiennictwa w Dyrekcji Lasów Państwowych w Warszawie. W 1928 r. po odbyciu szkolenia wojskowego został awansowany na stopień podporucznika rezerwy. W latach 1928–1939 kierował Nadleśnictwem Chylonia (obecnie Nadleśnictwo Gdańsk), należącym wówczas do Dyrekcji Lasów Państwowych w Toruniu. W latach 30. uzyskał tytuł magistra nauk leśnych.
3 września 1939 r. wstąpił ochotniczo do wojska i jako oficer rezerwy walczył w obronie Gdyni i wybrzeża w Morskiej Brygadzie Obrony Narodowej. W dniu 19 września 1939 r. jego jednostka na Oksywiu poddała się i został wzięty do niemieckiej niewoli. Przebywał w obozach jenieckich dla polskich oficerów w oflagach Gross-Born, Neubrandenburg i Prenzlau do początku lutego 1945 r.
Po powrocie do kraju zgłosił się do służby w Administracji Lasów Państwowych. Jego pierwszym zadaniem była organizacja Nadleśnictwa Szubin. W skład nowo utworzonego nadleśnictwa wchodziły głównie lasy prywatne, przejęte po wojnie na rzecz Skarbu Państwa. Organizację nadleśnictwa wykonał w trudnych warunkach powojennych. 6 lipca 1946 r. został powołany na stanowisko inspektora obwodowego Lasów Państwowych, pełniąc do końca października również obowiązki nadleśniczego. W 1948 roku objął to samo stanowisko w Nadleśnictwie Bydgoszcz, a od 1951 r. do śmierci kierował Nadleśnictwem Jachcice.

## Twórczość
Debiutował literacko w 1930 r. powieścią Może już jutro; w okresie międzywojennym wydał też  Garść wspomnień piechura (1935). Autor ponad 20 popularnych powieści historycznych publikowanych w okresie powojennym. W twórczości swej sięgał po szeroko pojętą tematykę z dziejów rodzimych (od czasów piastowskich) oraz z historii powszechnej: od starożytności klasycznej (Miasto przebudzone) poprzez średniowiecze (Dwa zakony) aż po czasy nowożytne (Cena wielkości), przy szczególnym zainteresowaniu epizodami zagłady cywilizacji indiańskich przez konkwistadorów (Nie bogowie, Dziewice słońca). Niektóre z powieści ukazały się w przekładach i wydaniach obcojęzycznych (Liście koka – w słowackim 1962 i rosyjskim 1965, Miasto przebudzone – w niemieckim 1975 jako Karthago).
| - Liście koka (1954) - Bogowie osądzą (1955) - Bolko Zapomniany (1956) - Trzy czarne włócznie. Powieść z czasów Stefana Batorego (1957) - Nie bogowie. Powieść o wyprawie Corteza (1958) - Ave libertas (1958) - Gasnące błyski (1958) - Banderę podnieść (1959) - „...I śpiące niech obudzi!” (1959) - Dwa zakony (1960) - Insz Allah (1960) - Dziewice słońca (1961) | - Miasto przebudzone (1961) - Rydwany bojowe (1962) - Sploty i węzły (1962) - Wyszczerbione topory (1962) - Strzała z diabelskiego herbu (1963) - Słońce nad Ba-Kongo (1964) - Cena wielkości. Powieść historyczna z XVII w. (1964) - Jantarowy szlak (1965) - Srebrne obrączki (1967) - Lisowczycy. Powieść historyczna z XVII w. (1969) - Drwiny szatańskie (1973) |

## Rodzina
Syn geografa i ministra wyznań religijnych i oświecenia publicznego Antoniego (1867-1941) i działaczki socjalistycznej i kobiecej, żołnierza AK Heleny z Chmieleńskich (1872-1944).  Brat znanego geologa i żołnierza AK Zbigniewa Leliwy-Sujkowskiego. Od 24 października 1930 r. był mężem Cecylii z domu Choina, mieli córkę chemiczkę Krystynę (ur. 12 grudnia 1936 r.), z męża Olszewską.

## Odznaczenia i wyróżnienia
- Medal Niepodległości
- Krzyż Walecznych
- Srebrny Krzyż Zasługi

Ponadto otrzymał: Nagrodę Miasta Bydgoszczy (1958), Nagrodę Tygodnika „ Pomorze” (1960), nagrodę Wojewódzkiej Rady Narodowej w Bydgoszczy za powieść Strzała z diabelskiego herbu.
Jego imię nosi jedna z bydgoskich ulic na osiedlu Błonie.